# Cry Baby (Garnet Mimms)
"Cry Baby" is een nummer van de Amerikaanse band Garnet Mimms & the Enchanters. Op 5 augustus 1963 werd het nummer uitgebracht als single. In 1970 werd het opgenomen door zangeres Janis Joplin in een versie die in 1971 op haar postume album Pearl verscheen.

## Achtergrond
"Cry Baby" werd geschreven door Bert Berns in samenwerking met Jerry Ragovoy. In 1963 werd het opgenomen door Garnet Mimms & the Enchanters, die een grote hit met het nummer scoorden met een vierde plaats in de Amerikaanse Billboard Hot 100 en een nummer 1-hit in de R&B-lijsten. Deze successen zorgden ervoor dat soulartiesten als Aretha Franklin en Otis Redding later in het decennium ook grote hits konden scoren. Het derde couplet van het nummer werd gesproken door Mimms.
In september en oktober 1970 nam Janis Joplin "Cry Baby" op voor wat, na haar overlijden op 4 oktober 1970, in 1971 haar album Pearl zou worden. Zij nam het nummer op in een bluesrockarrangement, geproduceerd door Paul Rothchild. Een van haar andere bekende nummers, Mercedes Benz, verscheen op de B-kant van de single. In de Verenigde Staten kwam haar versie niet verder dan een 42e plaats in de hitlijst, maar in Nederland behaalde het respectievelijk de negentiende en twaalfde positie in de Top 40 en de Daverende Dertig.

## Hitnoteringen
Alle noteringen zijn behaald door de versie van Janis Joplin.

### Nederlandse Top 40
| Hitnotering: 29-05-1971 t/m 26-06-1971 | Hitnotering: 29-05-1971 t/m 26-06-1971 | Hitnotering: 29-05-1971 t/m 26-06-1971 | Hitnotering: 29-05-1971 t/m 26-06-1971 | Hitnotering: 29-05-1971 t/m 26-06-1971 | Hitnotering: 29-05-1971 t/m 26-06-1971 | Hitnotering: 29-05-1971 t/m 26-06-1971 |
| Week                                   | 1                                      | 2                                      | 3                                      | 4                                      | 5                                      |                                        |
| -------------------------------------- | -------------------------------------- | -------------------------------------- | -------------------------------------- | -------------------------------------- | -------------------------------------- | -------------------------------------- |
| Positie                                | 25                                     | 21                                     | 19                                     | 25                                     | 37                                     | uit                                    |

### Daverende Dertig
| Hitnotering: 05-06-1971 t/m 19-06-1971 | Hitnotering: 05-06-1971 t/m 19-06-1971 | Hitnotering: 05-06-1971 t/m 19-06-1971 | Hitnotering: 05-06-1971 t/m 19-06-1971 | Hitnotering: 05-06-1971 t/m 19-06-1971 |
| Week                                   | 1                                      | 2                                      | 3                                      |                                        |
| -------------------------------------- | -------------------------------------- | -------------------------------------- | -------------------------------------- | -------------------------------------- |
| Positie                                | 17                                     | 12                                     | 21                                     | uit                                    |

### NPO Radio 2 Top 2000
| Nummer met noteringen in de NPO Radio 2 Top 2000 | '16  | '17  | '18  | '19  | '20  | '21  | '22  | '23  | '24  |
| ------------------------------------------------ | ---- | ---- | ---- | ---- | ---- | ---- | ---- | ---- | ---- |
| Cry Baby                                         | 1322 | 1264 | 1017 | 1165 | 1346 | 1029 | 1232 | 1360 | 1361 |

1. ↑  Een vetgedrukt getal geeft de hoogste notering aan.
2. ↑  2016 was het eerste jaar met een notering voor dit nummer.